# Joan Amargós
Joan Amargós Rubert (Barcelona) es un actor español que ha actuado en teatro, cine y televisión, conocido principalmente por su participación en la serie La línea Invisible y su papel en múltiples montajes teatrales dirigidos por destacados directores de escena como Lluís Pascual, Pablo Messiez, Julio Manrique y David Selvas.

## Biografía
Amargós se formó en el Institut del Teatre (2010-2015), donde estudió interpretación, y en el Conservatoire National Superieur d’Art Dramatique (CNSAD), (2015-2019).
Comenzó su trayectoria profesional con la obra "La Ratonera", dirigida por Víctor Conde, mientras compaginaba sus estudios de interpretación. En 2016, fue seleccionado como miembro de la Kompanyia Lliure (2016-2019), lo que le dio la oportunidad de participar en obras como "In Memoriam" dirigida por Lluís Pascual, "Nit de Reis" dirigida por Pau Carrió, "Àngels America" dirección de David Selvas y "El temps que estiguem junts" de Pablo Messiez.
Debutó en el cine con varios cortometrajes antes de participar en "La vida sense la Sara Amat", dirigida por Laura Jou y producida por Massa d’Or Produccions. Posteriormente, intervino en "Mantícora", dirigida por Carlos Vermut y producida por Aquí y Allí films, la cual fue nominada a cuatro Premios Goya.
Es conocido por su papel en "La línea invisible" de Movistar Plus+ bajo la dirección de Mariano Barroso. También ha participado en series como "Moebius" dirigida por Eduard Cortés, "Cucut" dirigida por Fernando Trullols y Laura Jou, "Paraíso" de Movistar Plus+ dirigida por Fernando González Molina, "Nasdrovia" dirigida por Marc Vigil y en la TV movie "Èxode" dirigida por Román Parrado.

## Filmografía

##### Cine
- 2022: "Mantícora", Aquí y Allí Films. Dirección: Carlos Vermut.
- 2020: "La vida sense la Sara Amat", Massa d'Or Produccions/TV3. Dirección: Laura Jou.
- 2014: "Taxi", piloto de serie, ESCAC. Dirección: Miquel Díaz y Albert Bada.
- 2012: "Los inocentes", largometraje. Dirección colectiva, ESCAC.
- 2011: "Mudanzas", cortometraje, ESCAC. Dirección: Sílvia González-Laa.

##### Televisión
- 2025: "A muerte", serie de Sábado Películas, Daytime Movies y DeAPlaneta para Apple TV+ y Atresplayer. Dirección: Dani de la Orden y Oriol Pérez.
- 2022: "Nasdrovia", serie de Globomedia para Movistar Plus+. Dirección: Marc Vigil (colaboración).
- 2021: "Paraíso", serie de Mediapro para Movistar Plus+. Dirección: Marc Vigil.
- 2021: "Cucut", serie de Massa d'Or Produccions para TV3. Dirección: Fernando Trullols y Laura Jou.
- 2021: "Moebius", serie de Veranda para TV3. Dirección: Eduard Cortés.
- 2020: "La línea invisible", serie de Sentido Films para Movistar Plus+. Dirección: Mariano Barroso.
- 2019: "Èxode", TV movie de Corte y Confección P.C. para TV3 y TVE. Dirección: Román Parrado.
- 2015: "El Cafè de la Marina", TV movie de Oberon para TVE y TV3.
- 2010: "La Sagrada Família", serie de Mediapro para TV3. Dirección: Sílvia Munt.

##### Teatro
- 2024: "Macbeth" de William Shakespeare. Teatre Lliure. Dirección: Pau Carrió.
- 2023: "Yerma" de Federico García Lorca. Teatre Lliure. Dirección: Juan Carlos Martel.
- 2022: "Animal negre tristesa" de Anja Hilling. Sala Beckett, Barcelona y Sala Matadero, Madrid. Dirección: Julio Manrique.
- 2020/2022: "Les tres germanes" de Antón Chéjov. Teatre Lliure. Dirección: Julio Manrique.
- 2020: "El quadern daurat" de Doris Lessing. Adaptación y dirección: Carlota Subirós. Teatre Lliure, Barcelona.
- 2019: "L'amic retrobat". Dirección: Joan Arqué. Teatro Nacional de Cataluña (TNC).
- 2018: "Àngels a Amèrica" de Tony Kushner. Dirección: David Selvas. Teatre Lliure (Interpretando a "Prior").
- 2018: "El temps que estiguem junts". Dirección: Pablo Messiez. Teatre Lliure.
- 2018: "The Tempest" de William Shakespeare. Dirección: Kelly Hunter. Teatre Lliure.
- 2017: "Nit de Reis". William Shakespeare. Dirección: Pau Carrió. Teatre Lliure.
- 2016/2018: "In memoriam". Dirección: Lluís Pascual. Teatre Lliure.
- 2017: "Moby Dick". Dirección: Juan Carlos Martel. Teatre Lliure.
- 2014-2015: "La Ratonera". Dirección: Víctor Conde. Teatro Apolo, Barcelona.

##### Talleres
- 2016: "Ruy Blas". Dirección: Nada Strancar. Conservatoire National Superieur d’Art Dramatique (CNSAD), París.
- 2016: "Comme il vous plaira". William Shakespeare. Dirección: Didier Sandre. Conservatoire National Superieur d’Art Dramatique (CNSAD), París.
- 2013: "El somni d'una nit d'estiu". William Shakespeare. Dirección: Joan Ollé. Institut del Teatre, Barcelona.
- 2013: "L'importància de ser Frank" de Oscar Wilde. Dirección: Raimon Molins. Institut del Teatre, Barcelona.

##### Otros
- 2021: "Amor a primera vista" (Ian Pons-Oriol Villar). Campaña "Mediterráneamente" para Estrella Damm.